# Smyrna (New York)
Smyrna è un comune degli Stati Uniti d'America, situato nello stato di New York, nella contea di Chenango.